# Liechtensteiner-Cup 1981-1982
La Liechtensteiner-Cup 1981-1982 è stata la 37ª edizione della coppa nazionale del Liechtenstein conclusa con la vittoria finale del FC Balzers, al suo quinto titolo e secondo consecutivo.
Della competizione è noto solo il risultato della finale.

## Finale
| Schaan | FC Balzers | 5 – 0 | USV Eschen/Mauren |  |